# Парлевлит, Эрик
Эрик Роберт Парлевлит (нидерл. Erik Robert Parlevliet; 8 июня 1964, Зевенар, Гелдерланд — 22 июня 2007, Росмален, Северный Брабант) — нидерландский хоккеист на траве, нападающий. Бронзовый призёр летних Олимпийских игр 1988 года, чемпион мира 1990 года, чемпион Европы 1987 года, серебряный призёр чемпионата Европы 1991 года.

## Биография
Эрик Парлевлит родился 8 июня 1964 года в нидерландском городе Зевенар.
Играл в хоккей на траве за «Хаттемсе».
7 декабря 1984 года дебютировал в сборной Нидерландов в матче Трофея чемпионов в Карачи против сборной Австралии (0:2).
В 1987 году завоевал золотую медаль чемпионата Европы в Москве.
В 1988 году вошёл в состав сборной Нидерландов по хоккею на траве на летних Олимпийских играх в Сеуле и завоевал бронзовую медаль. Играл на позиции нападающего, провёл 7 матчей, забил 1 мяч в ворота сборной Аргентины.
В 1990 году завоевал золотую медаль чемпионата мира в Лахоре.
В 1991 году выиграл серебряную медаль чемпионата Европы в Париже.
Завоевал две серебряных награды Трофея чемпионов — в 1987 году в Амстелвене и в 1989 году в Западном Берлине.
В 1984—1992 годах провёл за сборную Нидерландов 155 матчей, забил 47 мячей.
Занимался предпринимательством.
Умер 22 июня 2007 года в нидерландском городе Росмален от рака.

## Семья
Первая жена — Иветт Парлевлит, умерла в 29 лет. Вторая жена — Эстер Нотен.
Сын — Хидде Парлевлит (род. 2002), нидерландский хоккеист на траве.